# Anni 30 a.C.
Gli anni 30 a.C. sono il decennio che comprende gli anni dal 39 a.C. al 30 a.C. inclusi.

## Eventi, invenzioni e scoperte
- 31 a.C. - Battaglia di Azio: si conclude la guerra civile tra Ottaviano e Marco Antonio, con la sconfitta di quest’ultimo.
- 30 a.C.: Ottaviano annette l’Egitto.

## Personaggi
- Augusto
- Marco Antonio
- Cleopatra

## Nati
- Giulia maggiore, nobildonna romana († 14)
- Antonia maggiore, nobildonna romana38 a.C.
- 14 gennaio - Druso maggiore, militare e politico romano († 9 a.C.)
- Gaio Ateio Capitone, giurista romano († 22)
- Gaio Sulpicio Galba, politico romano († 4)36 a.C.
- 31 gennaio - Antonia minore, nobildonna romana († 37)
- Conone, grammatico e mitografo greco antico
- Tolomeo Filadelfo, principe egizio
- Vipsania Agrippina, nobildonna romana († 20)35 a.C.
- Alessandro, principe († 7 a.C.)
- Glafira, principessa († 7)
- Mummia Acaica, nobildonna romana († 3 a.C.)31 a.C.
- Aristobulo, principe († 7 a.C.)

## Morti
- Lucio Antonio, militare e politico romano (n. 81 a.C.)
- Callimaco, funzionario egizio
- Quinto Labieno, militare romano38 a.C.
- Pacoro I, sovrano partico37 a.C.
- Antigono II Asmoneo, sovrano e sacerdote ebreo antico
- Dario del Ponto, sovrano
- Orode II, sovrano36 a.C.
- Antioco I di Commagene, re (n. 69 a.C.)
- Ariarate X di Cappadocia, sovrano35 a.C.
- Menodoro, ammiraglio greco antico
- Pompea Magna, nobildonna romana
- Sesto Pompeo, militare e politico romano
- Seleuro, criminale romano34 a.C.
- 13 maggio - Gaio Sallustio Crispo, storico, politico e senatore romano (n. 86 a.C.)
- Lucio Scribonio Libone, militare e politico romano33 a.C.
- Bocco II, sovrano
- Tiberio Claudio Nerone, politico e militare romano32 a.C.
- 31 marzo - Tito Pomponio Attico, scrittore romano (n. 110 a.C.)
- Cornelio Nepote, storico e biografo romano31 a.C.

- Artavaside II, sovrano armeno
- Bogud, re
- Lucio Calpurnio Bibulo, militare e scrittore romano
- Gneo Domizio Enobarbo, politico e militare romano
- Gaio Cassio Parmense, scrittore romano (n. 74 a.C.)
- Tarcondimoto, re

- 1º agosto - Marco Antonio, politico e generale romano (n. 83 a.C.)
- 12 agosto - Cleopatra, regina egizia
- 29 agosto - Tolomeo XV, sovrano egizio (n. 47 a.C.)
- Publio Canidio Crasso, militare e politico romano
- Giovanni Ircano II, sovrano e sacerdote ebreo antico
- Malco I, re
- Marco Emilio Lepido minore, politico romano